# 서울성산초등학교
서울성산초등학교(城山初等學校)는 대한민국 서울특별시 마포구에 있는 공립 초등학교이다.

## 학교 연혁
- 1969년 3월 1일: 서울성산국민학교 설립인가
- 1969년 3월 24일: 개교식 거행(18학급)
- 2015년 5월 12일: 서울성산초등학교 성산병설유치원 개원

## 참고 자료
- 서울성산초등학교 - 한국교육학술정보원 학교알리미